# Parafia Podwyższenia Krzyża Świętego w Nowej Dębie
Parafia pw. Podwyższenia Krzyża Świętego w Nowej Dębie – parafia rzymskokatolicka znajdująca się w diecezji sandomierskiej w dekanacie Nowa Dęba. Została erygowana 18 czerwca 1985 z terenu parafii Matki Bożej Królowej Polski w Nowej Dębie. Obecny kościół został wybudowany w latach 1982–1990. Mieści się przy ulicy Leśnej.